# Phare de Point Vicente
Le phare de Point Vicente est un phare situé à Rancho Palos Verdes, dans le Comté de Los Angeles (État de la Californie), aux États-Unis.
Ce phare est géré par la Garde côtière américaine, et les phares de l'État de Californie sont entretenus par le District 11 de la Garde côtière .
Il est inscrit au Registre national des lieux historiques depuis le 31 octobre 1980 .

## Histoire
Le phare de Point Vicente a été construit en 1926 sur la péninsule de Palos Verdes. La source lumineuse a été occultée pendant la Seconde Guerre mondiale pour éviter d'aider l'ennemi. Il a été automatisé en 1971 par l'US Coast Guard.
L' objectif d'origine, une lentille de Fresnel de 3e ordre, est toujours en activité dans la lanterne. Elle a été fabriquée à  Paris par Barbier, Bénard et Turenne. Ce phare est également équipé d'une corne de brume au son agréable pour avertir de façon audible les navires pendant les périodes de faible visibilité qui sont communes à la région.
En 2015, la Garde côtière a annoncé son intention d'installer une lumière à LED d'une portée de 14 milles nautiques (environ 26 km), remplaçant la lumière actuelle (24 milles nautiques).
Le phare de Point Vicente est juste au nord des entrées du port de Los Angeles et du port de Long Beach. Le phare fut habité jusqu'en 1971, date à laquelle il fut automatisé par un système électronique de surveillance à distance des aides à la navigation.

## Description
Le phare est une tour cylindrique blanche, avec galerie et lanterne, qui mesure 20 m de haut. La structure en maçonnerie a été construite sur le bord d'une falaise. Il émet, à une hauteur focale de 56 m, deux éclats blancs toutes les 20 secondes. Sa portée est de 24 milles nautiques (environ 344 km). La puissance de son faisceau, grâce à la lentille de Fresnel, est de  1,1 million de candelas.
Le phare est ouvert au public (sauf la salle des lanternes et deux logements). Il possède aussi, sur cette zone réglementée, un musée du phare de l'USCG.
Identifiant : ARLHS : USA-640 - Amirauté : G3886 - USCG : 6-0170 .
|                       |
| Point Vicente Station |

|               |
| Point Vicente |

|          |
| Le phare |

### Lien connexe
- Liste des phares de la Californie
- Lieux historiques inscrits sur le registre national dans le comté de Los Angeles